# لوکاس اونورو
لوکاس اونورو (اسپانیایی: Lucas Ontivero‎؛ زادهٔ ۹ سپتامبر ۱۹۹۴) بازیکن فوتبال اهل آرژانتین است.

## باشگاهی
از باشگاه‌هایی که در آن بازی کرده‌است می‌توان به باشگاه فوتبال رئال مادرید، باشگاه فوتبال غازی عینتاب‌اسپور، باشگاه فوتبال مونترال، باشگاه فوتبال بوداپست هونود، باشگاه فوتبال گالاتاسرای، و باشگاه فوتبال اونیورسیداد شیلی اشاره کرد.